# Veslařský kanál Račice
Veslařský kanál Račice (také Sportovní centrum Račice) je sportovní, rekreační, veslařské, kanoistické a rybářské zařízení nacházející se u obce Račice v okrese Litoměřice v meandru Labe mezi městy Roudnice nad Labem a Štětí. Odpovídá nejpřísnějším pravidlům Mezinárodní veslařské federace FISA.

## Dějiny projektu
Areál vznikl na místě vytěžené pískovny. Původcem nápadu byl ředitel pískovny v Račicích a veslařský trenér Miloslav Švagrovský. Trápil jej fakt, že řeka Labe není pro tréninky a závody dost bezpečná, jelikož tam za den projíždělo mnoho nákladních lodí. Načrtl dráhu dlouhou 2 km tak, aby odpovídala závodním normám. Od zrození nápadu v roce 1974 k otevření areálu uběhlo dlouhých 12 let. Původní plán byl areál otevřít už v roce 1980 pro přípravu československých veslařů na olympiádu v Moskvě, to se však nepodařilo.
Projekt sportovního střediska vytvořil ve společnosti Sportprojekt Praha tým vedený architekty Tomášem Kulíkem a Janem Loudou. Oba projekt díky politické podpoře a dostatku finančních prostředků pojali velkoryse a inspirovali se nejvýznamnějšími obdobnými kanály ve světě. K slavnostnímu otevření došlo v roce 1986 v rámci Mistrovství světa juniorů ve veslování.
Po roce 1989 stát postupně předal centrum do vlastnictví Českého veslařského svazu a Českého svazu kanoistiky v poměru 70 % : 30 %. V roce 1993 byl areál doplněn o novou budovu loděnice.

## Současnost kanálu
V Račicích se konají všechna mistrovství České republiky ve veslování a rychlostní kanoistice. Pravidelně se tu připravují domácí reprezentanti ve veslování i kanoistice, ale kanál využívají i reprezentanti Ruska, Švédska, Finska, Francie, Japonska, Kanady, Slovenska či Nového Zélandu.
Celý kanál byl zpřístupněn pro nejširší veřejnost. Kromě aktivního sportování je zde možnost dalších rekreačních aktivit jako je koupání, opalování, trénink, v zimě také bruslení apod. Součástí areálu jsou i další sportoviště, hřiště, tělocvičny, posilovny, hotel atd. Račický areál je zároveň i rybářským revírem. Okolo závodní trati a vratného kanálu je 5 kilometrů dlouhá asfaltová silnice bez dopravy, oblíbená zejména in-line bruslaři. Divácká tribuna má kapacitu 5000 osob a sousedí s pětipatrovou cílovou věží.

## Parametry kanálu
- délka 2350 metrů
- šířka 125 metrů
- hloubka 3,5–9 metrů
- 8 drah
- vratný kanál má šířku 30 metrů

## Sportoviště
- trať pro veslování
- trať pro rychlostní kanoistiku

## Významné sportovní akce
- 1986 – Mistrovství světa juniorů ve veslování
- 1993 – Mistrovství světa v kanoistice juniorů
- 1993 – Mistrovství světa ve veslování
- 1998 – Mistrovství světa v rybolovu
- 2002 – Mistrovství světa Masters ve veslování
- 2004 – Světový pohár v kanoistice
- 2006 – Mistrovství Evropy kanoistů
- 2007 – Mistrovství světa juniorů v kanoistice
- 2009 – Světový pohár kanoistů
- 2009 – Mistrovství světa kanoistů do 23 let
- 2009 – Mistrovství světa dračích lodí
- 2009 – Mistrovství světa Masters ve veslování
- 2009 – Mistrovství světa ve veslování do 23 let
- 2010 – Mistrovství světa ve veslování juniorů
- 2011 – Světový pohár kanoistů
- 2013 – Světový pohár kanoistů
- 2014 – Světový pohár kanoistů
- 2015 – Mistrovství Evropy kanoistů
- 2015 – Mistrovství Evropy juniorů ve veslování
- 2017 – Mistrovství Evropy ve veslování
- 2017 – Mistrovství světa v rychlostní kanoistice
- 2018 – Mistrovství světa ve veslování juniorů
- 2019 – Mistrovství Evropy juniorů v plavání na otevřené vodě
- 2021 - Mistrovství světa ve veslování U23
- 2022 - Mistrovství světa ve veslování
- 2022 - Mistrovství světa dračích lodí